# 金浦車両事業所
金浦車両事業所（キンポしゃりょうじぎょうしょ、ハングル:김포차량사업소）は、ソウル市メトロ9号線が保有する車両基地である。主に9号線で使用されている車両（9000系）の保守・管理をしている。

## 管理車両
- 9000系

## 周辺
- 開花駅
- ソウル市メトロ9号線本社
- 開花山